# 3 Pułk Artylerii Ciężkiej (1920)
3 pułk artylerii ciężkiej (3 pac) – oddział artylerii ciężkiej Wojska Polskiego II Rzeczypospolitej w okresie wojny polsko-bolszewickiej.
Wiosną 1919 przystąpiono do formowania brygad artylerii dla dywizji piechoty. Brygada składała się z dowództwa, pułku artylerii polowej i pułku artylerii ciężkiej (dywizjon trzybateryjny). Drugi dywizjon pułku artylerii ciężkiej przeznaczony był do rezerwy artylerii Naczelnego Dowództwa.
Dekretem Naczelnego Wodza Wojska Polskiego z 1 września 1919 wyznaczeni zostali dowódcy wszystkich istniejących wówczas ośmiu pułków artylerii ciężkiej. Dowódcą 3 pułku artylerii ciężkiej został mjr Stanisław Miller. Latem 1920 jego bateria zapasowa stacjonowała w Zamościu.

## Powstanie i działania I dywizjonu
W listopadzie 1918 rozpoczęto formowanie w Krakowie 1 pułku artylerii płk. Ledóchowskiego. W okresie walk 1 pułk artylerii krakowskiej dwukrotnie zmieniał nazwę. Najpierw na 1 pułk artylerii ciężkiej, a wobec zdublowania numeru, przemianowano go na 3 pułk artylerii ciężkiej. Jego walczący dywizjon stał się I/3 pac.

### Działania na froncie ukraińskim i przeciwczeskim
Samodzielne działania baterii I/ 1 krakowskiego pac
20 grudnia koleją do Lwowa przewieziona została 3 bateria por. Łopatkiewicza. Pododdział do końca kwietnia 1919 uczestniczył w obronie miasta. Wobec niego używano kryptonimu „Bereta”. W czasie walk skutecznie wspierał ogniem piechotę, uczestnicząc jednocześnie w wypadach na podlwowskie miejscowości. W końcu kwietnia bateria przetransportowana została do Chyrowa i tam połączyła się z 2 baterią.
10 stycznia 1919 na front wyruszyła 2 bateria por. Ferbera i do 22 lutego walczyła w rejonie Chyrowa, Żurawicy, Przemyśla, Sądowej Wiszni. Podczas walk o Gródek Jagielloński przyczyniła się do odblokowania linii kolejowej do Lwowa. W końcu marca została skierowana do Chyrowa.
Również w styczniu na front wyruszyło dowództwo dywizjonu wraz z 1 baterią por. Kostrzewskiego. Dowódca dywizjonu kpt. Stanisław Miller został mianowany dowódcą całości artylerii polskiej działającej na Śląsku Cieszyńskim. 25 stycznia bateria strzelała ze stanowisk ogniowych rozmieszczonych w Dębowcu do oddziałów czeskich, które zajęły Cieszyn. Następnego dnia skutecznie powstrzymywała ataki na Skoczów. Po zawieszeniu broni, bateria wraz z dowództwem I dyonu, przegrupowała się w rejon Rawy Ruskiej. Od 4 lutego do końca kwietnia walczyła pod Bełzem, Magierowem i Obroszynem. W początkach maja 1 bateria wspierała piechotę w starciach pod Dobromilem, skąd odmaszerowała do Chyrowa i tam połączyła się z pozostałymi bateriami dywizjonu.
Walki I/3 pac
Od 14 maja I dyon walczył w Małopolsce Wschodniej. Baterie 1. i 2. ze stanowisk koło szosy Chyrów – Dobromil, powstrzymały ataki wojsk ukraińskich, a 3 bateria zniszczyła ukraiński pociąg pancerny i wspierała piechotę w walce o wzgórze 620. 16 maja rozpoczął się pościg za rozbitym wojskiem ukraińskim. Dywizjon dotarł do Stanisławowa, skąd 10 czerwca skierowany został do Lwowa. Tu baterie ponownie zostały rozdzielone na oddzielne kierunki.
14 czerwca 3 bateria walczyła o stację kolejową Potutory. Wiozący ją eszelon został zatrzymany ogniem ukraińskiego oddziału. Bateria na rozkaz kpt. Chmurowicza zajęła SO i ostrzelała sztab ukraińskiego oddziału. Nieprzyjaciel atakował jednak dalej. Artylerzystom przyszedł z pomocą II/9 pułku piechoty Legionów. Kilka dni później „uratowana” bateria wspierała 9 pp Leg. w walkach o górę Łysoń pod Brzeżanami, a następnie w rejonie Rohatyna i Buczacza.
W tym samym czasie 1 bateria wspierała ogniem 30 pułk piechoty w rejonie Przemyślan, a jej zadaniem była obrona przepraw na Narajówce. 2 bateria walczyła pod Tarnopolem, Zborowem i Złoczowem.
W ostatnich dniach czerwca baterie połączyły się w Brzeżanach i stąd wyruszono w pościg za rozbitym wojskiem ukraińskim. 17 lipca dywizjon dotarł do Husiatyna.

### Walki na froncie polsko-bolszewickim
W końcu sierpnia 1919 dywizjon został przerzucony w rejon Wilna, a następnie pod Dyneburg. Walki w tym rejonie trwały do końca grudnia, a 2 bateria uczestniczyła w operacji wyzwalania Dyneburga i Inflant Polskich. Pozostałe baterie stały w odwodzie w okolicach Krasławki.
Od 14 maja dywizjon walczył nad Berezyną. Tam wspierał pułki 3 Dywizji Piechoty Legionów.
Walki na Ukrainie
W połowie czerwca I/3 pac został przerzucony na Ukrainę i wykorzystany do walki z kawalerią Siemiona Budionnego. Walczył między Słuczem a Horyniem, pod Równem i nad Styrem. Pozostawiany kilkakrotnie bez osłony piechoty oddział przebijał się samodzielnie przez otaczające go oddziały bolszewickie. Przez dwa dni bronił Włodzimierza Wołyńskiego, a następnie walczył o Torczyn. Stąd wycofał się do Tyszowiec. Podczas walk odwrotowych poniósł tak duże straty, że 1 baterię przekształcono w kolumnę amunicyjną, a 3 bateria, z powodu całkowitego braku amunicji, została wycofana z frontu. Jednocześnie I/3 pac został przemianowany na 3 dywizjon artylerii ciężkiej.
13 sierpnia pozostawała na froncie tylko 2 bateria. Walczyła między innymi pod Masłomęczą, przyczyniając się do rozbicia pułku czerwonej kawalerii.
Dywizjon w ofensywie
2 bateria wspierała piechotę 3 DPLeg. w ramach ofensywy znad Wieprza. Pod Ossowem, ogniem na wprost, przyczyniła się do rozbicia dwóch pułków piechoty i pułku sowieckiej kawalerii.
W końcu sierpnia dowództwo 3 dac z 2 baterią przegrupowały się do Brześcia. Tu przybyły też przezbrojone w 75 mm armaty pozostałe baterie. W dniach od 3 do 8 września dywizjon walczył w rejonie Czeremcha – Makówka. Następnie wziął udział w walkach pod Juszkowem, Banderami, Bachurami, Brzostowicą, Ignatowiczami, Zebrami.
W końcu września dywizjon walczył jeszcze pod Smorgoniami, kończąc szlak bojowy w rejonie Nowoświęciany – Dukszty.
9 października 3 dywizjon artylerii ciężkiej został załadowany na transporty kolejowe i przegrupował się do stałego miejsca dyslokacji. 18 października przybył do Chełma Lubelskiego i wkrótce został przemianowany na I dywizjon „pokojowego” 2 pułku artylerii ciężkiej. Zgodnie z rozkazem DOGen. Lublin L.dz. 1713/Org. bateria zapasowa 3 dac dała zaczątek dowództwu pułku, kadrze baterii zapasowej 2 pac i kadrę pododdziału łączności pułku.

## Powstanie i działania II dywizjonu
W październiku 1919 bateria zapasowa 3 pułku artylerii ciężkiej z Lublina, sformowała 4 baterię uzbrojoną w cztery francuskie 155 mm haubice. W końcu marca 1920 bateria przemianowana została na 2 baterię 16 pułku artylerii ciężkiej. Dowódcą został por. Mikucki, a bateria przewieziona została do Torunia.
Baterie II dywizjonu 3 pułku artylerii ciężkiej formowały się w okresie najcięższych walk na froncie wojny polsko-bolszewickiej. W końcu lipca 1920 w Zamościu została zorganizowana 4 bateria, a w Zajezierzu 5 bateria. 1 sierpnia utworzono we Lwowie baterię alarmową 12 pac, która później stała się 6 baterią 3 pac.
Walki odosobnionych baterii
11 sierpnia 4 i 5 baterie przewiezione zostały do Warszawy, a już 13 sierpnia walczyły w rejonie stacji kolejowej Pustelnik. W ciągu następnych trzech dni baterie skutecznie wspierały piechotę na kierunku radzymińskim. Po zakończeniu walk na przedmościu warszawskim 4 i 5 baterie skierowane zostały na odcinek Serock – Zegrze, gdzie stacjonowały do połowy września. W okresie bitwy niemeńskiej 4 bateria przydzielona została do 3 Dywizji Piechoty Legionów, a 5 bateria do Dywizji Górskiej. Ta ostatnia walczyła o Kuźnicę, a następnie brała udział w zdobyciu Grodna. 4 bateria wspierała piechotę w walkach o Brzostowice i Horbacze, a 26 września osłaniała przeprawę piechoty przez Niemen w rejonie Mostów. Po zakończeniu bitwy niemeńskiej obie baterie wzięły udział w pościgu wojsk polskich. Rozejm zastał 4 baterię w rejonie Nowo-Święcian, a 5 baterię w Olkiewiczach. 6 bateria cały czas pozostawała we Lwowie.

### 1 litewsko-białoruski dywizjon artylerii ciężkiej
W związku z „buntem gen. Żeligowskiego” i jego 1 Dywizji Litewsko-Białoruskiej oraz odzyskaniem Wilna, w listopadzie skierowano tam 4 baterię, a 26 grudnia cały II dywizjon przemianowano na 1 litewsko-białoruski dywizjon artylerii ciężkiej. Dywizjon wszedł w skład Wojsk Litwy Środkowej. Później 1 litewsko-białoruski dac, został przemianowany na 19 dywizjon artylerii ciężkiej. Z niego to 31 października 1921 utworzono II dywizjon „pokojowego” 3 pułku artylerii ciężkiej.

## Żołnierze pułku
| Stanowisko          | Stopień, imię i nazwisko | Okres          | Uwagi                        |
| ------------------- | ------------------------ | -------------- | ---------------------------- |
| dowódca pułku       | płk Ledóchowski          | 1918 – IV 1919 | dowódca 1 „krakowskiego” pap |
| dowódca pułku       | mjr Stanisław Muller     | IV 1919 –      |                              |
| dowódca I dywizjonu | mjr Stanisław Muller     | 1918 – IV 1919 |                              |
| dowódca I dywizjonu | kpt. Jan Chmurowicz      | IV 1919 –      |                              |
| adiutant dywizjonu  | ppor. Angermann          |                |                              |
| dowódca 1 baterii   | por. Kostrzewski         | 1918 –         |                              |
| dowódca 1 baterii   | por. Konopka             |                |                              |
| dowódca 1 baterii   | ppor. Józef Ostafin      |                |                              |
| dowódca 2 baterii   | por. Ferber              | 1918 –         |                              |
| dowódca 2 baterii   | por. Adam Ulmann         |                |                              |
| oficer baterii      | ppor. Gintel             |                |                              |
| oficer baterii      | ppor. Władysław Wiatr    |                |                              |
| dowódca 3 baterii   | por. Łopatkiewicz        |                |                              |
| dowódca 3 baterii   | por. Józef Kossarek      | był IX 1920    |                              |
| oficer baterii      | ppor. Józef Taborski     | 1919           | † 29 VI 1919 pod Brzeżanami  |
| oficer baterii      | ppor. Stanisław Hubicki  |                | †                            |